# Valdese, North Carolina
Valdese, North Carolina (енгл. Valdese) град је у америчкој савезној држави Северна Каролина.

## Демографија
По попису из 2010. године број становника је 4.490, што је 5 (0,1%) становника више него 2000. године.
| Група             | 2000.         | 2010.         |
| Белци             | 3.986 (88,9%) | 4.110 (91,5%) |
| Афроамериканци    | 47 (1,0%)     | 59 (1,3%)     |
| Азијати           | 179 (4,0%)    | 138 (3,1%)    |
| Хиспаноамериканци | 220 (4,9%)    | 118 (2,6%)    |
| Укупно            | 4.485         | 4.490         |